# تیم هکر (قایقران کانو)
تیم هکر (انگلیسی: Tim Hecker؛ زادهٔ ۲۸ سپتامبر ۱۹۹۷) قایقران کانو اهل آلمان است.
وی در مسابقات کشوری و بین‌المللی در مجموع برندهٔ ۱ مدال طلا، ۲ مدال نقره، ۱ مدال برنز شده‌است.